# 湯村辰二郎
湯村 辰二郎（ゆのむら たつじろう、1892年（明治25年）11月6日 - 1974年）は、朝鮮総督府官僚。

## 経歴
宮城県伊具郡角田町（現在の角田市）に宮城商業銀行頭取湯村保治の二男として生まれる。1916年（大正5年）に東京帝国大学法科大学独法科を卒業し、翌年に高等文官試験に合格した。1918年（大正7年）に朝鮮総督府試補となり、道事務官、総督官房会計課長、土地改良課長事務取扱、土地改良部開墾課長を歴任し、1927年（昭和2年）に欧米各国に出張した。帰国後、忠清北道内務部長、殖産局農務課長、農林局農務課長、同農産課長を経て、1935年（昭和10年）に咸鏡南道知事となった。さらに京畿道知事を経て、1937年（昭和12年）に農林局長に就任した。
1941年（昭和16年）に退官した後は、朝鮮蚕糸株式会社社長、国民総力朝鮮連盟常務理事を務めた。

## 親族
- 松寺竹雄 - 妻の父。朝鮮総督府法務局長・朝鮮総督府高等法院検事長。